# Warhammer 40,000: Space Marine II
Warhammer 40,000: Space Marine 2 — фантастичний шутер від третьої особи в сетингу Warhammer 40,000, розроблений студією Saber Interactive та виданий Focus Entertainment. Реліз гри відбувся 9 вересня 2024 року для платформ Windows, PlayStation 5 та Xbox Series X/S.

## Ігровий процес

### Однокористувацька гра
У Warhammer 40,000: Space Marine 2 гравець керує космодесантником Тітом, якого більшість часу супроводжують Кайрон і Ґадріель. Цими двома бійцями керують інші гравці в кооперативному режимі, в однокористувацькому — ШІ. Протагоніст користується зброєю як ближнього (ланцюговий меч, бойовий ніж, бойова рукавиця, молот), так і дального бою (болтер, болт-пістолет, плазмова рушниця). Перед кожною місією пропонується обрати три види зброї, з якими Тіт вирушить у бій. Зброю крім того можна поміняти біля збройних контейнерів.
Атаки різними видами зброї комбінуються, даючи свої переваги проти різних ворогів. Ближні атаки ворогів космодесантник здатен відбивати, або ухилятися від них. Тіт має запас здоров'я та броню. Коли броня пробита, здоров'я вичерпується наступними ураженнями. Щоб поповнити його, потрібно використати аптечку, але одночасно Тіт може нести тільки дві. Броня відновлюється, коли він здійснює добивання. Якщо здоров'я персонажа вичерпане, в нього є 30 секунд, протягом яких інші персонажі можуть оживити його, перш ніж він помре.
Убиваючи ворогів, Тіт накопичує заряд для «праведної люті». Якщо активувати цю здатність, він тимчасово отримує більшу атаку й витривалість, а також поповнює здоров'я щоразу, коли убиває ворогів ударами ближнього бою.

### Багатокористувацька гра

#### Операції
У режимі «Операції» (англ. Operations) пропонується проходити низку завдань, обравши один з 6-ти класів бійця: «Тактик», «Штурмовик», «Авангард», «Бастіон», «Снайпер» і «Інженер». Для кожного класу передбачене своє озброєння та ультимативна здатність. Ця здатність заповнюється в міру знищення ворогів і надає тимчасову перевагу.
- Тактик (англ. Tactical) — універсальний клас, що на посередньому рівні володіє всіма класами зброї. Зі зброї ближнього бою може володіти тільки ланцюговим мечем. Ультимативна здатність — ослаблення ворогів навколо[3].
- Штурмовик (англ. Assault) — може користуватися декількома видами зброї ближнього бою, але йому доступно обмаль стрілецької зброї. Оснащений реактивним ранцем, щоб швидко долати перешкоди. Ультимативна здатність — зліт і падіння з висоти, що розкидає ворогів[3].
- Авангард (англ. Vanguard) — зосереджений на швидких атаках. Володіє як стрілецькою, так і ближнього бою зброєю, але має мало броні. Ультимативна здатність — підтягується до віддалених ворогів захватом[3].
- Бастіон (англ. Bulwark) — спеціаліст ближнього бою, що володіє тільки найпростішою стрілецькою зброєю, але має щит, яким прикривається і може таранити ним ворогів. Ультимативна здатність — встановлення прапора, що відновлює броню союзників[3].
- Снайпер (англ. Sniper) — спеціаліст зі стрілецької зброї, для ближнього бою має тільки ніж. У нього мало броні. Ультимативна здатність — тимчасово стає невидимим[3].
- Інженер (англ. Heavy) — має багато стрілецької зброї на вибір, але жодної ближнього бою. Ультимативна здатність — створення силового щита, що прикриває простір навколо від дистанційних атак[3].

Успішне виконання місій винагороджується реквізицією, за яку купуються вдосконалення зброї та елементи оформлення космодесантника. Окремо набирається досвід, який дозволяє поглибити спеціалізацію бійця в обраних аспектах. Режим можна проходити як наодинці, так і в компанії з іншими гравцями.

#### Вічна війна
Режим «Вічна війна» (англ. Eternal War) надає змагання між гравцями. Класи персонажів тут ті самі, що в «Операціях», але «Бастіон» і «Снайпер» мають у ньому додаткову броню. Нове спорядження отримується в міру набору досвіду. В цьому режимі є три види змагань:
- Анігіляція (англ. Annihilation) — дві команди змагаються між собою. Кожне вбивство приносить команді 1 очко. Команда, яка першою набере 50 очок, виграє матч.
- Захоплення територій (англ. Seize Ground) — дві команди змагаються за контроль над однією зоною, що рухається протягом матчу. Утримання контролю над зоною дає команді очки. Перемога присуджується тій команді, що набере вказану суму очок.
- Захопити й утримати (англ. Capture & Control) — на арені є 3 зони, і кожна команда бореться за контроль над ними всіма. Захоплення та утримання контролю над зоною дає команді очки. Перемога присуджується тій команді, що набере вказану суму очок.

## Сюжет
Сюжет гри продовжує історію космодесантника ордена Ультрамаринів Деметріана Тіта, який був протагоністом Warhammer 40,000: Space Marine. Попри те, що Тіт урятував планету Ґрая, інквізитор Тракс запідозрив його у єресі через несприйнятливість Тіта до впливу Варпу. Тракс ув'язнив Тіта на століття, але потім його вбили Сірі лицарі. Звільнений Тіт дав обітницю служити в Варті Смерті, зрікшись належності до Ультрамаринів, яких, як вважав Тіт, він зганьбив.
В епоху Темного Імперіуму («сучасність» усесвіту Warhammer 40,000) рій тиранідів вторгається до системи Рецид. Архімагос Нозік Бета-12 з Адептус Механікус шле запит на захист джунглевої планети Кадаку, де розташований секретний проєкт «Аврора». Деметріан Тіт з загоном інших бійців Варти Смерті вирушають на допомогу, щоб закласти вірусну бомбу. Над планетою їхній транспорт атакують тираніди, Тіт єдиний виживає, активує бомбу, але стикається з тиранідом карніфексом. Чудовисько ранить Тіта, проте останньої миті надходить підкріплення Ультрамаринів. Вони забирають ледь живого Тіта з собою.
Тіт отямлюється на борту бойової баржі Ультрамаринів. Капелан Квінт повідомляє йому, що магістр ордена Ультрамаринів, Марней Калґар, наказав провести космодесантникам операцію з перетворення на примарісів — удосконалених космодесантників, сильніших, спритніших і витриваліших. Тіту заочно зробили цю операцію, але він бажає повернутися до Варти Смерті. Квінт наполягає, що Тіт повинен бути зі своїм рідним орденом, якщо справдні шукає спокути. Після повернення до ордена, Тіт отримує наказ від Квінтуса тримати своє минуле в таємниці та передає його під командування капітана Севаста Акерана. Той доручає йому командувати загоном, куди належать сержант Ґадріель і бойовий брат Кайрон. Вони підозрюють, що їхній командир має таємницю.
Акеран дає завдання забезпечити евакуацію Кадаку, допомагаючи солдатам з Астра Мілітарум повернути оборонні гармати. Загону Тіта вдається захопити гармати і вони збивають один з живих кораблів тиранідів. Наступним завданням стає евакуювати архімагоса Нозіка, та він відмовляється покинути планету, поки не забере дані щодо проєкту «Аврора». Коли дані врятовано, транспорт з архімагосом раптом падає на захопленій тиранідами території. Тіт зі своїм загоном поспішає на допомогу, але знаходить архімагоса мертвим. З уламків на місці катастрофи вони розуміють, що Нозіка вбили не тираніди, а сили Хаосу. Коли космодесантники забирають з уламків таємничий пристрій, Тіт непритомніє.
Після повернення на баржу Тіт отримує завдання від Акерана розшукати учня Нозіка, Моріаса Люза, який може продовжити роботу над проектом «Аврора». Космодесантники відлітають на вкриту містом планету Аваракс. Тіт знаходить записи, з яких на свій жах дізнається, що проєкт «Аврора» працює на артефакті Хаосу, який Тіт раніше бачив на Ґраї в інквізитора Тракса. Тіт повідомляє Акерану, що пристрій необхідно знищити. Та Акеран відповідає, що Адептус Механікус повинні отримати його за наказом примарха Робута Ґіллімена.
Ультрамарини розшукують Люза й потрапляють у засідку космодесантників Хаосу з легіону Тисячі Синів. Їм вдається подолати ворогів і знайти сховок Люза. Дорогою на баржу той, дізнавшись ім'я Тіта, мимоволі розповідає його про минуле, що посилює підозри Ґадріеля та Кайрона в зрадництві Тіта. Тоді Тіт пропонує Акерану повідомити Калґара щодо пристрою. Акеран не схвалює цього, тим паче, що астропатичний передатчик захоплений тиранідами. Проте він погоджується, щоб Тіт і його загін звільнили передатчик.
Космодесантники вбивають тирана вулика, що дезорієнтує тиранідів. Тіт дістається до передатчика, де зустрічає астропатку Неому. Вона передає повідомлення, але раптово звинувачує Тіта, що він хоче заманити Калґара в пастку. Ґадріель нападає на Тіта, але Кайрон помічає, що астропатка перебуває під впливом Хаосу, та застрелює її. З тіла Неоми утворюється портал, яким на планету прибувають легіонери Тисячі Синів, очолені чаклуном Імурою. Після короткої бійки Імура втікає, а Тіт повертається до Акерана.
Акеран пояснює, що Тисяча Синів з'явилася по всій системі Рецид, але найбільше — на Демеріумі, де сховано проєкт «Аврора». Загін Тіта прибуває на планету, що виявляється світом-гробницею некронів. Космодесантники знаходять Люза, який розповідає, що поєднання пристрою Хаосу та технологій некронів з машинами Адептус Механікус дозволить нейтралізувати прояви Варпу по всій системі, а потім і в решті галактики. Імура намагається зупинити їх, але виявляється, що це він надихнув Адептус Механікус на створення зброї. Чаклун убиває Люза та викрадає пристрій.
Чаклун створює розлом, крізь який на Демеріум прибуває більше легіонерів. Возз'єднавшись з Акераном, Ґадріель припускає, що розлом можна закрити за допомогою обеліска некронів. Тіт і його загін прямують до обеліска, де ледве не гинуть під натиском ворогів. Їх рятує прибуття Марнея Калґара. Ультрамарини вимикають менші обеліски, щоб спрямувати енергію на головний обеліск.
Імура заманює Калґара крізь розлом до Варпу. Тіт вирушає слідом, забирає пристрій і знищує його. Чаклун в результаті гине, не здатний контролювати силу Варпу. Ультрамарини повертаються на баржу, де Марней Калґар хвалить Тіта й просить приєднатися до нього на іншій місії. Тіт прощається з Гадріелем і Кайроном, але дізнається, що його супроводжуватиме Квінт. Капелан робить висновок, що Тіт довів свою вірність ордену, проте обіцяє наглядати за ним і вбити, якщо Тіт піддасться псуттю Хаосу. Квінт знімає шолом і виявляється, що це Леандр, колишній підлеглий Тіта, який доніс на нього інквізиції.

## Розробка
Анонс гри відбувся 9 грудня 2021 року під час церемонії The Game Awards 2021 . Розробники підтвердили, що головним героєм залишиться космодесантник ордену Ультрамаринів Тіт (протагоніст Warhammer 40,000: Space Marine). Тираніди виступлять головними ворогами . Також було анонсовано, що для озвучення Тіта було залучено іншого актора — Марка Стронга, що замінив Клайва Стендена. На Summer Game Fest 2023 було також анонсовано підтримку кооперативної гри (до трьох гравців). Креативний директор Тім Вілліц зазначив, що розробка Space Marine 2 коштувала вдвічі менше, ніж Doom Eternal, над якою Вілліц працював у 2019 році перед тим, як піти в Saber.
Реліз Warhammer 40,000: Space Marine 2, що першопочатково був запланований на зиму 2023, був перенесений на 9 вересня 2024. Наприкінці липня стався витік гри в мережу і вона стала нелегально поширюватися через торренти. Розробники випустили звернення, в якому назвали цю версію застарілою на рік і закликали гравців не псувати собі враження від незакінченої версії й дочекатися офіційного релізу.
Гра отримала офіційну українську локалізацію тексту.

## Відгуки
| Агрегатор  | Оцінка                                 |
| ---------- | -------------------------------------- |
| Metacritic | (PC) 84/100 (PS5) 83/100 (XSXS) 82/100 |
| OpenCritic | 94 %                                   |

| Видання      | Оцінка |
| ------------ | ------ |
| Eurogamer    | 4/5    |
| GamesRadar+  | 4/5    |
| IGN          | 8/10   |
| PCGamesN     | 6/10   |
| Pocket Gamer | 8/10   |

Space Marine 2 отримала високі оцінки від ігрової преси. На сайті-агрегаторі рецензій Metacritic гра має «переважно схвальні оцінки», за даними порталу OpenCritic 94 % критиків рекомендували цю гру. На початку вересня Space Marine 2 посіла 2-гу сходинку серед найпопулярніших ігор у Steam. Одночасно в неї грали максимум 2 млн осіб.
Згідно з Eurogamer, гра вражає своїм виглядом і попри певну старомодність добре розважає. Однак, грати в неї цікавіше в кооперативному режимі, а «Операції» зроблені якісніше за сюжетну кампанію, яка ставить менше викликів. Сюжет спершу інтригує напруженими стосунками між космодесантниками, проте в другій половині просто навантажує гравців фансервісом.
У рецензії від IGN виділялося, що Space Marine 2 має яскравіше та жвавіше довкілля, ніж перша гра. Візуальний дизайн приголомшливий, а космодесантники відчувається такими, якими їм належить бути — важкими кремезними бійцями, що водночас спритні. Проходити сюжетну кампанію комфортно завдяки адекватній поведінці товаришів за загоном, але грати з друзями в кооперативі веселіше. Але сповна гра розкриває потенціал у багатокористувацьких режимах. Space Marine 2 нагадує Gears of War, однак, важко заперечити, що вона добре розважає.
Деякі українські вебсайти про відеоігри закликали не купувати Space Marine 2, оскільки студія-розробниця складається з росіян.